# 철원여자고등학교
철원여자고등학교(鐵原女子高等學校)는 대한민국 강원특별자치도 철원군 동송읍 이평리에 있는 공립 고등학교이다.

## 학교 연혁
- 1979년 11월 20일 : 설립인가(12학급)
- 1980년 3월 1일 : 초대 이규택 교장 부임
- 1980년 3월 5일 : 철원여자고등학교로 개교
- 1983년 9월 5일 : 신축 교사로 이전
- 1988년 3월 1일 : 직업 과정 2학급 학과 개편
- 1993년 3월 1일 : 직업 과정을 정보처리과로 개편
- 2010년 9월 29일 : 예다움관(체육관) 준공
- 2013년 3월 1일 : 일반계 고등학교로 개편
- 2014년 3월 1일 : 선진형 교과교실제 전면 시행
- 2016년 12월 22일 : 급식소 및 생활관 준공
- 2017년 11월 1일 : 금학실(독서실) 개관
- 2024년 12월 31일 : 제45회 졸업(64명, 총 6,427명 졸업)
- 2025년 2월 1일 : 고교학점제 연구학교 선정
- 2025년 3월 4일 : 제48회 입학(61명)

## 참고 자료
- 철원여자고등학교 - 한국교육학술정보원 학교알리미